# 大囲山鎮
大囲山鎮（たいいざんちん）は中華人民共和国湖南省長沙市瀏陽市の鎮。清の嘉慶年間の『大清一統志』に「（大囲山）崗巒囲繞、盤踞四県、因名大囲」と記録されている。

## 行政区画
- 金鐘橋村
- 楚東村（2015年、長鰲江村、楚東村が合併して楚東村となる。）
- 大囲山村（2015年、泥塢村、永幸村が合併して大囲山村となる。）
- 田心橋村
- 中塅村
- 中岳村（2015年、中岳村、魯家湾村が合併して中岳村となる。）
- 同幸村
- 北麓園村
- 瀏河源村
- 上坪村
- 東門社区（2015年、東興社区、三元橋村、都佳村が合併して東門社区となる。）
- 白沙社区

## 歴史
1950年、大囲山地区は瀏陽県第三区管轄。
1956年、大囲山地区を東門郷と三星郷に分離。
1958年、「大囲山公社」と改称。
1961年、「東門公社」と改称。
1983年、東門郷に設立。
1994年、東門鎮に昇格。
1995年、中岳郷、大囲山郷と合併し、改めて大囲山鎮が発足。
2005年、白沙郷を吸収合併する。

## 経済

### 名物・特産品
- 瀏陽蒸菜
- 果物
- 木材
- 黒山羊
- 中薬材
- 楠竹

## 地理
大囲山鎮は瀏陽市の北東部に位置し、北は江西省平江県と、東は江西省銅鼓県と、西は達滸鎮と、南は張坊鎮とそれぞれ接している。
- 河川：大渓河
- 山：七星嶺（標高1607.9メートル、瀏陽市の最高峰）、長峰尖、白麺石（標高1215.6メートル）、衝天蝋燭（標高841メートル）、霊牌山（標高727メートル）、吊水尖（標高839.2メートル）、王婆尖（標高951メートル）

## 教育
- 大囲山中学

## 交通

### 道路
- 県道：X002

## 観光
- 大囲山国家森林公園
- 秋収起義上坪会議旧址
- 秋収起義東門戦役旧址
- 湖南省ソビエト政府駐地錦綬堂[4]
- 中共湘鄂贛省第一期党代会旧址楚東山大屋
- 共青団湘鄂贛特区第一次団代会旧址楓林大屋
- 東門古町
- 囲山書院
- 大囲山峡谷ラフティング
- 瀏河源ラフティング
- 瀏陽河溯源風光帯
- 竜鬚峡谷ウォーターパーク
- 跳石橋（明代初期建立）
- 青蘭橋（清代同治年間建立）
- 長鰲江橋（清代道光年間建立）
- 田心橋（清代光緒年間建立）
- 永幸橋（清代光緒年間建立）
- 魯氏家廟
- 宋代湯寿古墓

## 漢詩
元の時代には、文学家、史学家の欧陽玄がこの地に来て、『大囲山』という詩を書いた：
| 「 | 大囲山高高幾許、絶頂嵯峨戴林塢。 石隙花開自春夏、地炉僧擁無寒暑。 清流白鷴滌毛距、緑樹黄熊引筋膂。 山腰日午嬰児啼、知有雷公出行雨。 | 」 |